# 1918 w nauce

## Urodzili się
- 11 maja – Richard Feynman, fizyk amerykański, laureat Nagrody Nobla.

## Nauki przyrodnicze i ścisłe

### Matematyka
- udowodnienie twierdzenia nazywanego nierównością Gronwalla

## Nagrody Nobla
- Fizyka – Max Planck
- Chemia – Fritz Haber
- Medycyna – nie przyznano